# Dichaea gomez-lauritoi
Dichaea gomez-lauritoi är en orkidéart som beskrevs av Franco Pupulin. Dichaea gomez-lauritoi ingår i släktet Dichaea och familjen orkidéer.
Artens utbredningsområde är Costa Rica. Inga underarter finns listade i Catalogue of Life.